# Leevi Mutru
Leevi Mutru (16 maggio 1995) è un combinatista nordico finlandese.

## Biografia
Mutru ha debuttato in campo internazionale ai Mondiali juniores di Liberec 2013. Nella stagione 2014-2015 ha esordito in Coppa del Mondo, il 29 novembre a Ruka (51º), e ai Campionati mondiali: a Falun 2015 è stato 32º nel trampolino normale, 35º nel trampolino lungo e 9º nella gara a squadre dal trampolino normale. Due anni dopo, ai Mondiali di Lahti 2017, si è classificato 31º nel trampolino normale, 23º nel trampolino lungo e 5º nella gara a squadre dal trampolino normale.
Il 21 gennaio 2018 ha colto a Chaux-Neuve il suo primo podio in Coppa del Mondo (3º). Ai XXIII Giochi olimpici invernali di Pyeongchang 2018, sua prima presenza olimpica, si è classificato 31º nel trampolino lungo e 6º nella gara a squadre. La stagione seguente ha preso parte ai Mondiali di Seefeld in Tirol 2019, dove è stato 10º nel trampolino normale, 21º nel trampolino lungo e 5º nella gara a squadre dal trampolino normale.

## Palmarès

### Coppa del Mondo
- Miglior piazzamento in classifica generale: 36º nel 2017
- 1 podio (a squadre):
  - 1 terzo posto